# Ligue de diamant 2011 - saut en hauteur masculin
Le concours du saut en hauteur masculin de la Ligue de diamant 2011 se déroule du 6 mai au 8 septembre 2011. La compétition fait successivement étape à Doha, Eugene, Oslo, Paris, Stockholm, Londres, la finale ayant lieu à Zurich peu après les Championnats du monde de Daegu.

## Calendrier
| Date             | Meeting                         | Ville     | Pays        |
| ---------------- | ------------------------------- | --------- | ----------- |
| 6 mai 2011       | Qatar Athletic Super Grand Prix | Doha      | Qatar       |
| 4 juin 2011      | Prefontaine Classic             | Eugene    | États-Unis  |
| 9 juin 2011      | Bislett Games                   | Oslo      | Norvège     |
| 8 juillet 2011   | Meeting Areva                   | Paris     | France      |
| 29 juillet 2011  | DN Galan                        | Stockholm | Suède       |
| 5-6 aout 2011    | London Grand Prix               | Londres   | Royaume-Uni |
| 8 septembre 2011 | Weltklasse                      | Zurich    | Suisse      |

## Résultats
| Date | Meeting   | 1er                                              | 1er   | 2e                           | 2e    | 3e                                      | 3e    |
| --- | --------- | ------------------------------------------------ | ----- | ---------------------------- | ----- | --------------------------------------- | ----- |
| 6 mai 2011 | Doha      | Jesse Williams 2,33 m (MR)                       | 4 pts | Kyriákos Ioánnou 2,33 m (MR) | 2 pts | Mutaz Essa Barshim 2,31 m (NR)          | 1 pt  |
| 4 juin 2011 | Eugene    | Raúl Spank 2,32 m (SB)                           | 4 pts | Andrey Silnov 2,32 m (SB)    | 2 pts | Jesse Williams 2,32 m                   | 1 pt  |
| 9 juin 2011 | Oslo      | Kyriákos Ioánnou 2,28 m                          | 4 pts | Andrey Silnov 2,28 m         | 2 pts | Raúl Spank 2,28 m                       | 1 pt  |
| 8 juillet 2011 | Paris     | Jaroslav Bába 2,32 m (SB) Aleksey Dmitrik 2,32 m | 4 pts | -                            | 2 pts | Ivan Ukhov 2,30 m                       | 1 pt  |
| 29 juillet 2011 | Stockholm | Ivan Ukhov 2,34 m (SB)                           | 4 pts | Jesse Williams 2,32 m        | 2 pts | Mutaz Essa Barshim Andrey Silnov 2,30 m | 1 pt  |
| 5-6 aout 2011 | Londres   | Andrey Silnov 2,36 m (SB)                        | 4 pts | Jesse Williams 2,34 m        | 2 pts | Aleksandr Shustov 2,31 m                | 1 pt  |
| 8 septembre 2011 | Zurich    | Dimítrios Chondrokoúkis 2,32 m (PB)              | 8 pts | Trevor Barry 2,30 m          | 4 pts | Ivan Ukhov 2,28 m                       | 2 pts |
| Records et Performances - AR : Record continental (area record) - CR : Record des championnats (championship record) - MR : Record du meeting (meet record) - NR : Record national (national record) - OR : Record olympique (olympic record) - PR : Record paralympique (paralympic record) - PB : Record personnel (personal best) - SB : Meilleure performance personnelle de la saison (season's best) - WL : Meilleure performance mondiale de l'année (world leader) - WJR : Record du monde junior (world junior record) - WR : Record du monde (world record) Circonstances et Conditions - DNF : N'a pas terminé (did not finish) - DNS : N'a pas pris le départ (did not start) - DQ : Disqualification (disqualification) - NM : Aucun essai valable enregistré (No Mark) - Q : Qualifié « directement » au prochain tour (ou à la prochaine compétition), lors d'une compétition majeure, grâce au classement ou à la réalisation des minima (automatic qualifier) - q : Qualifié au prochain tour (ou à la prochaine compétition), lors d'une compétition majeure, grâce au repêchage ou à la réalisation de l'une des meilleures performances parmi celles des « non qualifiés directement » (grâce au meilleur temps ou à la meilleure distance par exemple) (secondary qualifier) |           |                                                  |       |                              |       |                                         |       |

## Classement général
- Classement final[1] :

| Rang | Athlète                       | Points |
| ---- | ----------------------------- | ------ |
| 1    | Jesse Williams                | 9      |
| 2    | Andrey Silnov                 | 9      |
| 3    | Dimítrios Chondrokoúkis       | 8      |
| 4    | Ivan Ukhov                    | 7      |
| 5    | Kyriákos Ioánnou              | 6      |
| 6    | Raúl Spank                    | 5      |
| 7    | Aleksey Dmitrik Jaroslav Baba | 4      |
| 9    | Trevor Barry                  | 4      |
| 10   | Mutaz Essa Barshim            | 2      |
| 11   | Aleksandr Shustov             | 1      |